# Klosterwiesengraben
Der Klosterwiesengraben ist ein Graben in Hamburg-Volksdorf und Nebenfluss der Berner Au.

## Verlauf
Der Klosterwiesengraben entspringt aus einem Teich an der Ecke Klosterwisch / Schemmannstraße. Er verläuft in Richtung Norden, wobei er mehrere kleine Teiche bildet. Danach verläuft er u. a. durch den Klöpperpark weiter Richtung Südwesten, bis er zusammen mit dem Deepenwiesengraben als Berner Au abfließt.